# Landú Mavanga
Landú Mavanga (ur. 4 stycznia 1990) – piłkarz angolski grający na pozycji bramkarza. Jest wychowankiem klubu Recreativo Libolo.

## Kariera klubowa
Swoją karierę piłkarską Landú rozpoczął w klubie Recreativo Libolo. W 2011 roku zadebiutował w nim w pierwszej lidze angolskiej. W 2011 i 2012 roku wywalczył z Recreativo dwa tytuły mistrza Angoli.

## Kariera reprezentacyjna
W reprezentacji Angoli Landú zadebiutował w 2012 roku. W 2013 roku został powołany do kadry na Puchar Narodów Afryki 2013.